# Hydrocotyle sulcata
Hydrocotyle sulcata là một loài thực vật có hoa trong Họ Cuồng. Loài này được C.J.Webb & P.N.Johnson mô tả khoa học đầu tiên năm 1982.